# Amorpha crenulata
Amorpha crenulata är en ärtväxtart som beskrevs av Per Axel Rydberg. Amorpha crenulata ingår i släktet segelbuskar, och familjen ärtväxter. Inga underarter finns listade i Catalogue of Life.